# Аллихис
Аллихис (англ. Allihies; ирл. Na hAilichí, На-Халихи, «скальные поля») — деревня в Ирландии, находится в графстве Корк (провинция Манстер).
От бронзового века до 1870-х на этой территории было множество медных приисков. Наиболее коммерчески успешно было время с 1812 до 1912 года, когда из шахт Аллихиса было добыто 297 000 тонн руды Канадская горнодобывающая компания попробовала повторить этот успех в 1950-е, но не достигла успеха. Одно из зданий, связанных с добычей, ныне законсервировано и охраняется the Mining Heritage Trust of Ireland.
В 1990-е деревня привлекла внимание как первое из мест, которые посетила Мэри Робинсон во время своей успешной президентской кампании.